# Пам'ятний трофей Білла Гантера
Пам'ятний трофей Білла Гантера (англ. Bill Hunter Memorial Trophy) — нагорода, яка щорічно вручається найкращому захиснику Західної хокейної ліги (ЗХЛ) за підсумками регулярного чемпіонату. 
Нагорода була представлена у сезоні 1966–67 і названа на честь Білла Гантера, одного із засновників ліги. Гантер був власником, генеральним менеджером і головним тренером «Едмонтон Ойл-Кінгс», і першим Головою правління нової ліги.

## Нагороджені
| Сезон    | Гравець                  | Команда                |
| -------- | ------------------------ | ---------------------- |
| 2014–15  | Ші Теодор                | Сієтл Тандербердс      |
| 2013–14  | Деррік Пуліо             | Портленд Вінтер-Гокс   |
| 2012–13  | Бренден Кічтон           | Спокен Чіфс            |
| 2011–12  | Алекс Петрович           | Ред-Дір Ребелс         |
| 2010–11  | Стефан Елліотт           | Саскатун Блейдс        |
| 2009–10  | Тайсон Баррі             | Келоуна Рокетс         |
| 2008–09  | Джонтон Блум             | Ванкувер Джаєнтс       |
| 2007–08  | Карл Алцнер              | Калгарі Гітмен         |
| 2006–07  | Кріс Расселл             | Медисин-Гет Тайгерс    |
| 2005–06  | Кріс Расселл             | Медисин-Гет Тайгерс    |
| 2004–05  | Діон Фанеф               | Ред-Дір Ребелс         |
| 2003–04  | Діон Фанеф               | Ред-Дір Ребелс         |
| 2002–03  | Джефф Войвітка           | Ред-Дір Ребелс         |
| 2001–02  | Ден Гемьюс               | Принс-Джордж Кугарс    |
| 2000–01  | Крістіан Шартьє          | Принс-Джордж Кугарс    |
| 1999–00  | Мікі Дюпон               | Камлупс Блейзерс       |
| 1998–99  | Бред Стюарт              | Калгарі Гітмен         |
| 1997–98  | Міхал Розсівал           | Свіфт-Каррент Бронкос  |
| 1996–97  | Кріс Філліпс             | Медисин-Гет Тайгерс    |
| 1995–96  | Нолан Баумгартнер        | Камлупс Блейзерс       |
| 1994–95  | Нолан Баумгартнер        | Камлупс Блейзерс       |
| 1993–94  | Брендан Вітт             | Сієтл Тандербердс      |
| 1992–93  | Джейсон Сміт             | Реджайна Петс          |
| 1991–92  | Річард Матвійчук         | Саскатун Блейдс        |
| 1990–91  | Дерріл Сідор             | Камлупс Блейзерс       |
| 1989–90  | Кевін Голлер             | Реджайна Петс          |
| 1988–89  | Ден Ламберт              | Свіфт-Каррент Бронкос  |
| 1987–88  | Грег Гогуд               | Камлупс Блейзерс       |
| 1986–871 | Глен Веслі (Захід)       | Портленд Вінтер-Гокс   |
|          | Вейн Мак-Бін (Схід)      | Медисин-Гет Тайгерс    |
| 1985–861 | Глен Веслі (Захід)       | Портленд Вінтер-Гокс   |
|          | Емануель Вівейрос (Схід) | Принс-Альберт Рейдерс  |
| 1984–85  | Вендел Кларк             | Саскатун Блейдс        |
| 1983–84  | Боб Рус                  | Летбридж Бронкос       |
| 1982–83  | Гері Ліман               | Реджайна Петс          |
| 1981–82  | Гері Нюлунд              | Портленд Вінтер-Гокс   |
| 1980–81  | Джим Беннінг             | Портленд Вінтер-Гокс   |
| 1979–80  | Дейв Бабич               | Портленд Вінтер-Гокс   |
| 1978–79  | Кіт Браун                | Портленд Вінтер-Гокс   |
| 1977–78  | Бред Мак-Кріммон         | Брендон Віт-Кінгс      |
| 1976–77  | Баррі Бек                | Нью-Вестмінстер Брюїнс |
| 1975–76  | Кевін Мак-Карті          | Вінніпег Клабс         |
| 1974–75  | Рік Лапойнт              | Вікторія Кугарс        |
| 1973–74  | Пет Прайс                | Саскатун Блейдс        |
| 1972–73  | Джордж Песут             | Саскатун Блейдс        |
| 1971–72  | Джиммі Вотсон            | Калгарі Сентенніалс    |
| 1970–71  | Рон Джонс                | Едмонтон Ойл-Кінгс     |
| 1969–70  | Джим Гаргрівс            | Вінніпег Джетс         |
| 1968–69  | Дейл Гогансон            | Естеван Брюїнс         |
| 1967–68  | Джеррі Гарт              | Флін-Флон Бомберс      |
| 1966–67  | Беррі Гіббс              | Естеван Брюїнс         |

- Виділені воротарі так само отримували в цьому сезоні трофей «Захисник року КХЛ».

 1 Вручались окремі нагороди для Східного та Західного дивізіонів.